# Roger Rondeaux
Roger Rondeaux (15. dubna 1920 Mareuil-le-Port – 24. ledna 1999 La Rochelle) byl francouzský mistr světa v cyklokrosu.
Úspěchy:

- MS: 3× zlato, 1× stříbro
- Mistrovství Francie: 7× zlato, 1× stříbro, 2× bronz
- další medaile ze závodů ve Francii, Španělsku a Lucembursku